# Bédar
Bédar es una localidad y municipio español situado en la parte central de la comarca del Levante Almeriense, en la provincia de Almería, comunidad autónoma de Andalucía. Limita con los municipios de Los Gallardos, Turre, Sorbas, Lubrín y Antas. Por su término discurren los ríos Jauto y Aguas.

## Toponimia
El origen del nombre de Bédar es muy incierto. Se ha querido otorgar una procedencia árabe, ben Beder, aunque no existen evidencias que sustenten esta hipótesis. Por otra parte, Joan Coromines sostiene un origen íbero, al ser las terminaciones -al y -ar muy frecuentes en los topónimos de esta procedencia; así, señala al término beda, con significado de camino. También se ha propuesto una raíz vascuence, bedartz, que quiere decir hierba. También hay quienes apoyan que el idioma íbero tiene su base en idiomas altaicos, en cuyo caso se decantan por veda, que significa vado.
Sin embargo, existen documentos históricos que se refieren al pueblo como Vedar, Vidar, creando más confusión si cabe.

## Geografía física

### Situación
Integrado en la comarca del Levante Almeriense, se encuentra situado a 79 kilómetros de la capital provincial, a 148 de Murcia y a 194 de Granada. El término municipal está atravesado por la carretera AL-6109, que conecta las localidades de Los Gallardos y Lubrín.
| Noroeste: Lubrín | Norte: Lubrín y Antas              | Nordeste: Antas        |
| Oeste: Lubrín    |                                    | Este: Los Gallardos    |
| Suroeste: Sorbas | Sur: Sorbas, Turre y Los Gallardos | Sureste: Los Gallardos |

### Riesgos naturales
El municipio de Bédar cuenta con un PTEL que cumple con la Ley 5/2010 sobre autonomía local.

## Historia
El origen primero de Bédar es, por ahora, desconocido. Existen opiniones que, aunque razonables, no dejan de ser hipótesis sin probar. Estas teorías apoyan que Bédar surgió en una Hispania tardía, en una época en la que las poblaciones cercanas al mar fueron desapareciendo, tales como Baria, Cadima, Roceipón o Mojácar la Vieja, en favor de otras poblaciones más al interior y en las montañas, debido entre otros motivos a las incursiones bizantinas.
En el año 1575 Teresa, que hasta entonces contaba con administración propia, se anexionó a Bédar, en el contexto de la rebelión de las Alpujarras.

## Geografía humana

### Organización territorial
Además de la cabecera municipal, Bédar cuenta también con varias entidades de población según el nomenclátor publicado por el Instituto Nacional de Estadística: El Albarico, El Campico, Los Giles, Los Matreros, El Pinar, Los Pinos y La Serena.

### Demografía
Cuenta con una población de 976 habitantes (INE 2024).
| Gráfica de evolución demográfica de Bédar entre 1842 y 2021 |
| |
| Población de derecho según los censos de población del INE. Población de hecho según los censos de población del INE.Entre el censo de 1930 y el anterior, disminuye el término del municipio porque independiza a 04048 (Los Gallardos). |

| Nacionalidad | Hombres | Mujeres | Total | %      | Proporción |
| ------------ | ------- | ------- | ----- | ------ | ---------- |
| Española     | 222     | 196     | 418   | 41.4 % |            |
| Extranjera   | 294     | 297     | 591   | 58.5 % |            |

| País        | Hombres | Mujeres | Total | %      | Proporción |
| ----------- | ------- | ------- | ----- | ------ | ---------- |
| Reino Unido | 217     | 230     | 447   | 75.6 % |            |
| Alemania    | 10      | 13      | 23    | 3.9 %  |            |
| Marruecos   | 11      | 5       | 16    | 2.7 %  |            |
| Francia     | 7       | 7       | 14    | 2.4 %  |            |
| Perú        | 5       | 1       | 6     | 1.0 %  |            |
| Rumania     | 2       | 4       | 6     | 1.0 %  |            |
| Italia      | 2       | 3       | 5     | 0.8 %  |            |
| Pakistán    | 3       | 1       | 4     | 0.6 %  |            |
| Rusia       | 0       | 3       | 3     | 0.5 %  |            |
| Argentina   | 1       | 1       | 2     | 0.3 %  |            |
| China       | 1       | 1       | 2     | 0.3 %  |            |
| Uruguay     | 0       | 1       | 1     | 0.1 %  |            |
| Venezuela   | 0       | 1       | 1     | 0.1 %  |            |

### Economía

#### Evolución de la deuda viva municipal
| Gráfica de evolución de deuda viva del Ayuntamiento de Bédar entre 2008 y 2019                                |
| |
| Deuda viva del Ayuntamiento de Bédar en miles de euros según datos del Ministerio de Hacienda y Ad. Públicas. |

## Símbolos
Bédar solicitó permiso de la Junta de Andalucía para inscreibir oficialmente el escudo que se utiliza a día de hoy el 27 de agosto de 1991, recibiendo la aprobación a enero de 2007. Sin embargo, el municipio carece de bandera oficial.

### Escudo
Su descripción heráldica es la siguiente:

Escudo cortado. 1º de gules. Una llave de plata puesta en palo acompañada de dos torres árabes de oro terrazadas. 2º de oro, un zapapico y una maza de sable pasados en aspa, va timbrado con la Corona Real Española.

Escudo cortado. 1.º de gules. Una llave de plata puesta en palo acompañada de dos torres árabes de oro terrazadas. 2.º de oro, un zapapico y una maza de sable pasados en aspa, va timbrado con la Corona Real Española.

## Servicios públicos

### Educación
El municipio cuenta con un colegio, el CEIP El Puntal, hasta el primer ciclo de educación primaria. Los alumnos deben desplazarse hasta el colegio de Los Gallardos para continuar con su enseñanza obligatoria.

### Sanidad
El municipio cuenta con un consultorio, dependiente del Hospital La Inmaculada, que da servicio de lunes a viernes.

## Administración y política
| Legislatura | Nombre                  | Partido Político |
| ----------- | ----------------------- | ---------------- |
| 1979-1983   | Ginés González Jódar    | UCD              |
| 1983-1987   | Miguel Barón Mañas      | PSOE             |
| 1987-1991   | Miguel Barón Mañas      | PSOE             |
| 1991-1995   | Miguel Barón Mañas      | PSOE             |
| 1995-1999   | Miguel Barón Mañas      | PSOE             |
| 1999-2003   | Miguel Barón Mañas      | PSOE             |
| 2003-2007   | Ángel Collado Fernández | PSOE             |
| 2007-2011   | Ángel Collado Fernández | PSOE             |
| 2011-2015   | Ángel Collado Fernández | PSOE             |
| 2015-2019   | Ángel Collado Fernández | PSOE             |
| 2019-2023   | Ángel Collado Fernández | PSOE             |
| 2023-act.   | Ángel Collado Fernández | PSOE             |

## Cultura

### Patrimonio
El Castillico o Castillo de los Moros está catalogado como Bien de Interés Cultural (BIC).
Bedar es una de las pocas poblaciones del Levante Almeriense donde todavía se pueden observar las típicas construcciones moriscas realizadas en termoarcilla. Este material era muy utilizado por la antigua población para construir viviendas dado su gran capacidad aislante y gran resistencia. Muestra de ello son las cuevas situadas en El Marchal.